# Argulus rotundus
Argulus rotundus är en kräftdjursart som beskrevs av C. B. Wilson 1944. Argulus rotundus ingår i släktet Argulus och familjen karplöss. Inga underarter finns listade i Catalogue of Life.